# Universidade das Índias Ocidentais
A Universidade das Índias Ocidentais (em inglês: University of the West Indies) é um sistema universitário público servindo 17 países de língua inglesa e territórios do Caribe : Anguilla, Antígua e Barbuda, Bahamas, Barbados, Belize, Bermudas, Ilhas Virgens Britânicas, Ilhas Cayman, Dominica, Granada, Guiana, Jamaica, Montserrat, São Cristóvão e Nevis, Santa Lúcia, São Vicente e Granadinas, Trinidad e Tobago, e Turcos e Caicos. Cada um destes países ou é um membro da Commonwealth ou dos Territórios britânicos ultramarinos. O objetivo da universidade é ajudar a "desbloquear o potencial de crescimento econômico e cultural", nas Índias Ocidentais, permitindo, assim, a melhoria da autonomia regional. A Universidade foi originalmente instituída como uma faculdade externa independente da Universidade de Londres.
Desde a criação da Universidade, alunos e professores têm sido reconhecidos em áreas que vão desde as artes e as ciências, até os negócios, política e esportes. Alunos e professores notáveis incluem dois Prémios Nobel, sessenta e um Rhodes Scholars, 18 atuais ou ex-chefes de governo do Caribe, e um medalhista olímpico. A universidade é composta por três campis físicos: Em Mona, na Jamaica, em St. Augustine, em Trinidad e Tobago, e em Cave Hill em Barbados. 
A universidade foi criada em 1948 e possuia aproximadamente 39 000 estudantes em 2012.
Em 2014, firmou um convênio com a Universidade Federal do Mato Grosso, do Brasil.